# Jim Barnes
Jim Barnes, född 8 april 1886, död 26 maj 1966, var en av de ledande golfspelarna under de första åren av den professionella golfen i USA. Han föddes i Cornwall i England men flyttade till USA 1906 och blev amerikansk medborgare kort efter det.
Barnes vann fyra majors:
- PGA Championship: 1916, 1919
- US Open: 1921
- The Open Championship: 1925

Hans två segrar i PGA Championship var tävlingens två första då det inte hölls några tävlingar 1917 och 1918 på grund av första världskriget. Hans segermarginal i 1921 års US Open på nio slag var ett rekord som gällde tills Tiger Woods slog det 2001 (15 slag). 
Barnes var en av de mest produktiva segrarna under de första säsongerna av PGA-touren som grundades 1916. Han vann totalt 22 PGA-tävlingar.